# Petrocosmea menglianensis
Petrocosmea menglianensis là một loài thực vật có hoa trong họ Tai voi. Loài này được H.W. Li miêu tả khoa học đầu tiên năm 1983.